# おふくろの味
おふくろの味（おふくろのあじ）は、幼少期に経験した家庭料理、もしくはそれによって形成された味覚、またそれらを想起させる料理を指す言葉。

## 概要

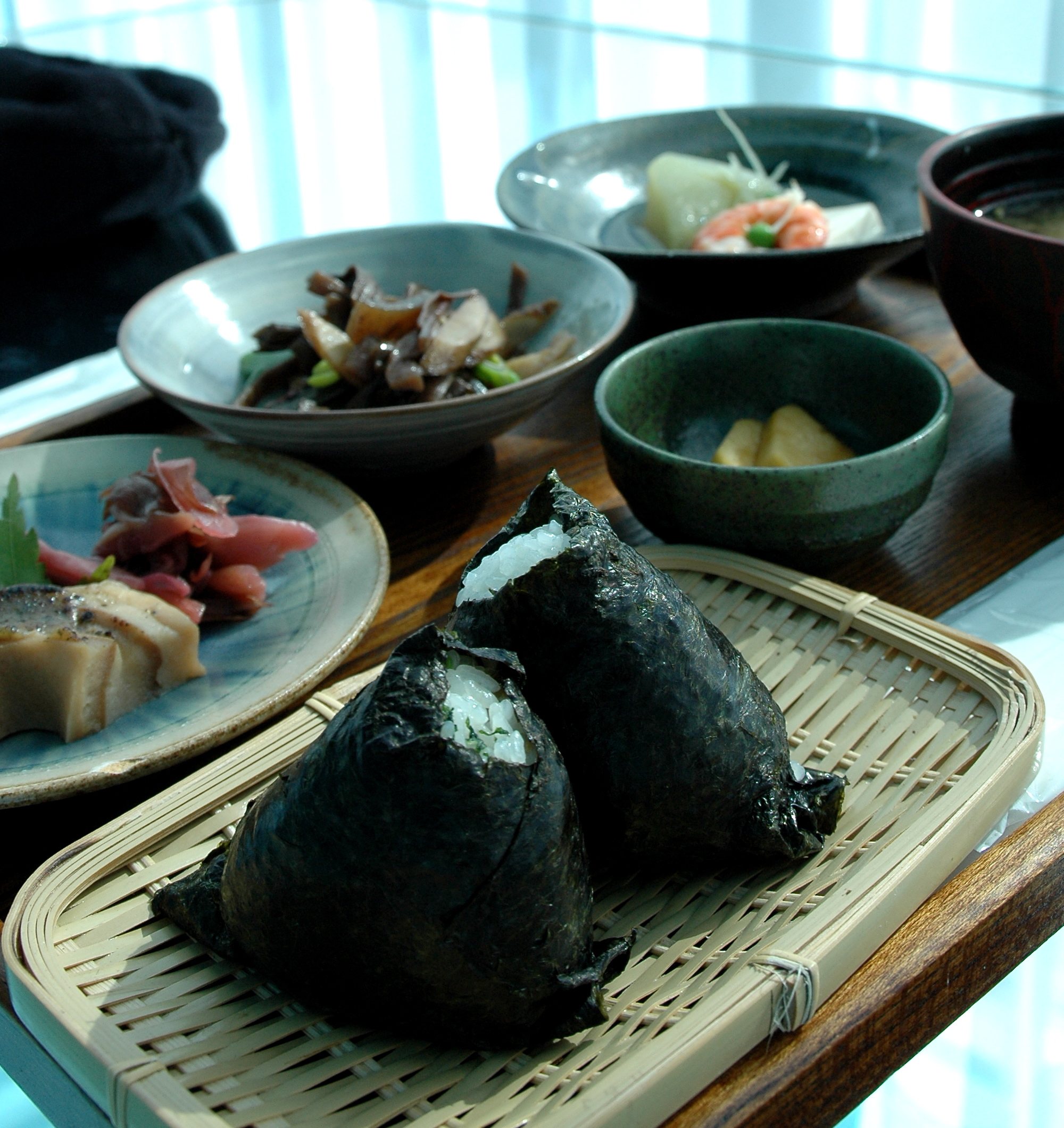
家庭料理の例

日本では古くから家庭における料理、炊事は母親（「おふくろ」）の仕事であったため、このように呼ばれる。肉じゃがや味噌汁、卵焼きや漬物などが代表格に挙げられるが、世代によってバラつきがあり、第二次世界大戦後はカレーライスなどの洋食も含まれるようになっていった。また都市部では惣菜としてのコロッケなどは早い段階から肉屋で市販されていたため、こういった出来合いの惣菜も、ともすればおふくろの味に近いイメージで扱われる。
こういった料理はテレビ受像機が家庭に普及し始めて以降、『きょうの料理』『おかずのクッキング』等の番組の全国放送で知られる料理人の土井勝らによって様々な家庭料理が紹介されたことにより、各々の家庭でのメニューの平板化も発生している。
ただ、テレビなどメディアの普及によってメニューの種類こそ平板化したものの、各家庭で手に入る食材や調味料、個々の家族の嗜好にもよって「適当に」改変が加えられる傾向も根強く、料理の名前こそ同一でも味付けは各家庭で独自のものとなっていることも少なくない。場合によっては各家庭の経済事情から、野菜炒め一つとっても野菜がキャベツであったりハクサイであったり、肉類が豚肉や鶏肉・魚肉ソーセージであったりと、使われる食材も様々な組み合わせが存在する。また料理を作る人の性格的な違いから、下拵えや火加減にもばらつきがあり、この辺りの差も「おふくろの味」の構成要素となっていた。

## 由来
1943年（昭和18年）頃には 宇野信夫『露時雨』などでの使用が見られ、1957年には扇谷正造が『おふくろの味』を著した。
料理研究家の土井勝はNHKの『きょうの料理』などで自身によって1960年頃から使い始めたとしている。当初の土井による「おふくろの味」には、自らの料理指導の基本的な思想が集約されていた。
- 戦中戦後の食糧難をはさんで途絶えかけていた家庭料理の伝統を、人々のおふくろ代わりとして基本を教える。
- 見ばえの良く品数の多いプロの料理でなく、いろんな種類の具がどっさり入った味噌汁のように煮物の役割も果たし、品数が少なくとも十分ご飯が食べられて栄養も満たされる普段の「日本のおかず」の知恵を追及する。
- イモの煮っころがしのような具体的な献立を示すものではなく、インスタント食品に調味料や冷蔵庫の残り物野菜をバター炒めして添えるような、少しでもおいしく食べさせたいとする「心」である。

これら教育指針の根底には、女手ひとつで自分たち四人の子供を抱える多忙の中、食べる楽しさをあれこれ工夫しながら手際よく作っていた母土井ナヲによる、大正末から昭和初期の家庭料理の記憶があった。テレビにより急速に流行し一般的な言葉となって「おふくろの味」を売りものする店もあらわれた。前述のように買って食べるような「もの」ではなく、家庭内で少しでもおいしく食べさせたいという「心」を「おふくろの味」だと考えていた土井は寂しく思っていた。

## おふくろの味と食生活
おふくろの味に似た概念は世界各地に見出される。例えば米国の黒人社会に根付いているソウルフードなどである。いずれも郷土料理や国民食とも呼ばれるものであるが、日本では世界各地の郷土料理やそれの改変料理が家庭料理として食卓に上っている。
その一方で、日本が経済的な豊かさを謳歌したバブル景気以降、インスタント食品や冷凍食品・レトルト食品といった簡便で半調理済みの食材が家庭の食卓に浸透し、「食卓のアメリカ化」とでも呼ぶべき現象も見られる。ただこの「食卓のアメリカ化」は見た目が豪華になった半面で、地域色や季節に於ける変化に乏しいものともなってしまい、ここでアンチテーゼ的に「おふくろの味」が見直される現象が発生し始めている。
バブル景気以降の日本では、こういった素朴な料理に回帰する需要にあわせ、「おふくろの味のような料理」を提供する飲食店も増加する傾向も見られ、これらは都市部を中心に素朴な料理を提供している。またこういった需要はコンビニエンスストアの弁当にまで見出すことができ、従来よりの若者向けに味が濃くボリュームのある弁当のほかに、炊き込み御飯や郷土料理といった伝統食に回帰した弁当も販売されている。
上に挙げたコンビニエンスストアの変化は、高度経済成長以降に進行した核家族化に加え少子高齢化や独居老人の増加にも関連し、また団塊の世代という2000年代以前には未開拓であった市場への対応でもある。世代を問わず、グルメブームの一端としてこういった郷土料理に関心を示す層も見られる。